# Bogdan Skrobisz
Bogdan Skrobisz (ur. 23 kwietnia 1952 w Gdańsku) – polski żużlowiec.
Sport żużlowy uprawiał w latach 1972–1986 w klubie Wybrzeże Gdańsk. Dwukrotny srebrny medalista drużynowych mistrzostw Polski (1978, 1985). Dwukrotny finalista indywidualnych mistrzostw Polski (Gorzów Wielkopolski 1978 – VII miejsce, Leszno 1981 – XV miejsce). Finalista młodzieżowych indywidualnych mistrzostw Polski (Zielona Góra 1975 – VII miejsce). Finalista turnieju o „Złoty Kask” (1979 – XIII miejsce).
Po zakończeniu kariery zawodniczej pracował jako trener.